# Bellaspira margaritensis
Bellaspira margaritensis is een slakkensoort uit de familie van de Drilliidae. De wetenschappelijke naam van de soort is voor het eerst geldig gepubliceerd in 1970 door McLean & L. Poorman.